# 過酸化アセトン
過酸化アセトン（かさんかアセトン、acetone peroxide）は有機過酸化物の一種。高性能爆薬として使用される。
一般的にジメチルジオキシランの三量体であるトリアセトントリペルオキシド（略称TATP、化学式 C9H18O6）を示す場合が多いが、広義には二量体や四量体の混合物をいう。

## 特徴
アセトン、過酸化水素水、塩酸、硫酸などの物質から製造できる爆薬である。このため、アマチュア化学者や爆弾マニアによって合成されて事故が起こったり、時にはテロリストによって製造・使用されることがある。2005年のロンドン同時爆破事件や、2015年11月13日のパリ同時多発テロ事件、2016年3月22日のブリュッセル連続テロ事件などでも使用された。
簡単に作ることができ、殺傷能力の高い過酸化アセトンは、別名「サタン（魔王）の母」とも呼ばれる。国内では以下の様に逮捕例がある。
- 2016年12月22日に自宅にて57グラムの過酸化アセトンを製造、2018年3月19日に名東区内の公園でこれを所持するなどした疑いにより、愛知県警捜査1課が2018年8月20日に爆発物取締罰則違反（製造、所持）などの容疑で名古屋市内の19歳の大学生を逮捕している[2][3]。
- 2024年2月10日、一宮市の男子高校生が硝酸カリウムをインターネット上で注文したと肥料販売業者からの通報を受け、高校生の自宅を家宅捜索。自宅にて実験器具や36グラムの過酸化アセトンを含む粉末を発見し、9月10日に愛知県警公安1課が高校生を逮捕した[4]。

過酸化アセトン（以下、略称AP）はアマチュア爆弾愛好家により雷管（信管）として使用されることがある。APは、衝撃、炎、熱などを加えられると容易に爆発する。爆発させる時、少量でしかも非密閉下における場合の爆発は大きな炎の塊になるだけである（爆燃）。しかし、密閉下か、多量に存在した場合は炎を一切出さず、爆発する（爆轟）。威力はトラウズル値でTNTの70-80%ほどである。
過酸化アセトンにはいくつかの種類がある。二過酸化物（二量体）、三過酸化物（三量体）、そして四過酸化物（四量体）である。一般に低温の方が四過酸化物を生成しやすい。

## 製法
過酸化水素とアセトンとが酸触媒の存在下で反応すると、ケタールあるいはヘミケタールである過酸化アセトンは容易に生成する。このとき、単量体（ヘミアセタール体）はさらに過酸化水素あるいは他の過酸化アセトンとアセタール体を形成するので反応溶液中ではジヒドロペルオキシプロパンや過酸化アセトンのオリゴマーの平衡混合物として存在する。特に三量体は結晶性が良いために結晶（純物質）として単離しやすい。また結晶性が良いために、生成した結晶をそれとは知らず不用意に取り扱うことで過去にも実験室で爆発事故を起こし指肢の切断や失明などの重大事故を数多く招いている。結晶として単離しなくても室温のカラムクロマトグラフ管の中で濃縮されて爆発した例すら存在する。

## 反応
二量体および三量体の環状過酸化アセトンはメタノールあるいはベンゼン溶液中で熱分解ないしは光分解して、単環アルカンやラクトンなどを生成する。通常、過酸化アセトンの光分解または熱分解はO-O結合が切断されるかC-C結合が切断されて分解する。酸または塩基が共存する条件での熱分解は主にO-O結合が解裂する。過酸化アセトンの重合体は、ヨウ化水素酸、酸性条件下の亜鉛またはスズ還元、触媒による水素化反応、水素化アルミニウムリチウムや還元試薬に対してジアルキルペルオキシド類に比べて容易に還元されると考えられる。

## 用途
稀に小麦粉の漂白剤として食品添加物に使用される

### 他の有機過酸化物
類似化合物には、メチルエチルケトンペルオキシド (MEKPO) などのケトン過酸化物、ヘキサメチレントリペルオキシドジアミン (HMTD) や過酸化ベンゾイル (BPO) などの有機過酸化物がある。特にHMTDは過酸化アセトンの代用として用いられることがある。